# Leptogaster pubicornis
Leptogaster pubicornis är en tvåvingeart som beskrevs av Friedrich Hermann Loew 1847. Leptogaster pubicornis ingår i släktet Leptogaster och familjen rovflugor. Inga underarter finns listade i Catalogue of Life.